# Cujo (film)
Cujo är en amerikansk skräckfilm från 1983 som regisserades av Lewis Teague, baserad på Stephen Kings bok med samma namn.

## Handling
Filmen handlar om Cujo, en stor och snäll Sankt bernhardshund som utvecklar rabies efter att ha blivit riven på nosen av en fladdermus. Med tiden blir Cujo alltmer förändrad och till slut börjar han ge sig på människorna omkring honom.
En varm sommardag kommer en ung kvinna och hennes son hem till det hus där Cujo bor med sina ägare, men inga människor syns till. Snart går deras bil sönder och det blir en lång kamp för överlevnad. Inte bara mot den olidliga sommarhettan i bilen utan även mot den dreglande besten som ligger på trappan och vaktar familjens hus. 

## Om filmen
Fem olika St. Bernardshundar, ett mekaniskt huvud och en man utklädd till hund gestaltar Cujo i filmen.

## Rollista i urval
- Dee Wallace - Donna Trenton
- Danny Pintauro - Tad Trenton
- Daniel Hugh Kelly - Vic Trenton
- Ed Lauter - Joe Camber
- Billy Jayne - Brett Camber
- Jerry Hardin - Masen
- Robert Elross - Meara